# Внешняя политика Беларуси
Вне́шняя поли́тика Беларуси — совокупность отношений Республики Беларусь с другими государствами и международными структурами.

## Основные принципы, цели и задачи
Закон Республики Беларусь «Об утверждении Основных направлений внутренней и внешней политики Республики Беларусь» от 14 ноября 2005 года декларирует семь принципов её внешней политики:

- соблюдение общепризнанных принципов и норм международного права;
- соразмерность внешнеполитических целей политико-дипломатическому, экономическому, оборонному, научно-техническому, интеллектуальному потенциалу государства, обеспечение их реализации для укрепления международных позиций Республики Беларусь и её международного авторитета;
- повышение эффективности политических, правовых, внешнеэкономических и иных инструментов защиты государственного суверенитета Республики Беларусь и её национальной экономики в условиях глобализации;
- развитие на основе общепризнанных принципов и норм международного права всестороннего сотрудничества с иностранными государствами, международными организациями, взаимный учёт и соблюдение интересов всех членов международного сообщества;
- добровольность вхождения и участия в межгосударственных образованиях;
- приверженность политике последовательной демилитаризации международных отношений;
- отсутствие территориальных претензий к сопредельным государствам, непризнание территориальных притязаний к Республике Беларусь.

## Членство в международных организациях
По специальному приглашению Конференции Объединённых Наций в Сан-Франциско, начавшей работу 25 июня 1945 года, Белорусская ССР, Украинская ССР, Дания и Аргентина были приглашены стать членами ООН, таким образом также войдя в число первоначальных членов — учредителей ООН.
Беларусь является членом следующих межгосударственных образований:
- Содружество независимых государств,
- Союзное государство,
- Организация договора о коллективной безопасности,
- Интерпол,
- Евразийское экономическое сообщество,
- Единое экономическое пространство,
- Организация по безопасности и сотрудничеству в Европе,
- Программа НАТО «Партнёрство ради мира»,
- Международный валютный фонд,
- Всемирный банк,
- Движение неприсоединения,
- Всемирная организация здравоохранения[2],
- Международная организация труда[3],
- Шанхайская организация сотрудничества[4][5].

Республика Беларусь является наблюдателем в следующих организациях:
- Ассоциация Карибских государств[6]
- Тихоокеанский альянс[7]

## Беларусь и Европа
C 12 сентября 2023 г. Беларусь закрыла своё посольство в Словакии.

### Беларусь и Евросоюз
Отношения между Беларусью и Европейский союз (ЕС) были установлены в декабре 1991 года с признанием Евросоюзом независимости Беларуси, и на первых порах они устойчиво развивались, однако после прихода к власти Александра Лукашенко в 1994 году эти отношения ухудшились. Хотя Евросоюз и Беларусь в 1995 году подписали соглашение о партнёрстве и сотрудничестве (СПС), оно не было ратифицировано ЕС, и в 1997 году Совет министров ЕС отказался его продлевать. Развитию связей между Беларусью и ЕС помешали некоторые шаги белорусского руководства, которые были восприняты на Западе как ущемление демократии. Евросоюз отказался признать осуществлённые в 1995-1996 году изменения Конституции Беларуси (перераспределение полномочий в пользу исполнительной власти и президента, придание русскому языку статуса государственного языка), были приостановлены двусторонние отношения на министерском уровне и заморожены программы технической помощи ЕС, Евросоюз исключил Беларусь из своей Европейской политики соседства (ЕПС).
В марте 2005 года Евросоюз объявил о намерении напрямую финансировать «формирование гражданского общества» в Беларуси. 10 марта Европарламент призвал «осудить существующий белорусский режим как диктатуру». В резолюции Европарламента предлагалось выявить и заморозить личные активы президента Александра Лукашенко и высших государственных чиновников, а также расширить список представителей белорусских властей, которым запрещён въезд в европейские страны.
С 26 февраля 2006 года на территории Беларуси, в преддверии очередных президентских выборов, начали работу независимые европейские теле- и радиостанции, финансируемые из бюджета ЕС и, соответственно, не контролируемые местными властями (так, независимый российский телеканал RTVi получил европейский грант на подготовку для белорусской аудитории ежедневной 30-минутной политической передачи), Евросоюз выделил на независимое вещание в Беларуси около 2 млн долларов.
20 января 2009 года в Чернигове состоялась встреча А. Лукашенко с президентом Украины Виктором Ющенко. В присутствии журналистов Лукашенко поблагодарил Ющенко: «Я хотел бы поблагодарить вас за ту колоссальную поддержку, которую вы оказывали на различных уровнях, встречаясь с европейцами и американцами. То, что сегодня налажен диалог между Беларусью и Западом, в этом есть и ваша заслуга». В 2008 году Лукашенко действительно стал налаживать отношения с ЕС и почти полностью отказался от заявлений против Запада. Незадолго до парламентских выборов в сентябре 2008 года были освобождены лидеры белорусской оппозиции. В ответ ЕС снял санкции с Лукашенко, а в январе 2009 года МВФ выделил Беларуси кредит 2,5 млрд долларов.
В 2009 году Беларусь стала членом проекта ЕС «Восточное партнёрство», а ПАСЕ поддержала возвращение белорусскому парламенту статуса специально приглашённого, при условии введения моратория на смертную казнь. Но после президентских выборов декабря 2010 года (сфальсифицированных, по мнению ЕС) отношения Беларуси с Евросоюзом практически заморозились.
На протяжении 2011 года ЕС неоднократно призывал белорусские власти выпустить осуждённых по «делу 19 декабря» и реабилитировать их. Кроме того, в 2011 году Евросоюз расширил список лиц, которым запрещён въезд в страны ЕС. В их число вошли не только чиновники, представители силовых ведомств и судьи, но также бизнесмены (в частности, один из самых богатых людей Беларуси Владимир Пефтиев). После очередного расширения этого списка в феврале 2012 года МИД Республики Беларусь отозвал своих представителей из ЕС и Польши, а также рекомендовал представителям Польши и ЕС отправиться в свои страны для донесения позиции белорусской стороны о недопустимости санкций в отношении Республики Беларусь. В ответ на это, по предварительному согласованию, из Минска были отозваны послы всех 27 стран ЕС. В марте 2012 года ЕС ужесточил санкции против ряда физических и юридических лиц Республики Беларусь.
Белорусские пограничники в 2000-е — 2010-е годы получили от Евросоюза десятки миллионов евро на укрепление границы, модернизацию инфраструктуры, противодействие нелегальной миграции и региональные проекты в пограничной зоне. На деньги Евросоюза, в частности, был спонсирован проект BOMBEL, нацеленный на противодействие нелегальной миграции.
Санкции, введённые Евросоюзом против ряда белорусских предприятий и физических лиц, не принесли значимых результатов, и в конце 2015 года большинство санкций было приостановлено. 28 февраля 2016 года вступило в силу решение Совета Европейского союза по отмене санкций в отношении Беларуси.
14 апреля 2020 года А. Лукашенко подписал соглашение с Евросоюзом об упрощении визового режима. Тогда же вступило в силу соглашение о реадмиссии между Республикой Беларусь и Евросоюзом. 27 мая 2020 года Совет ЕС утвердил это соглашение. Новые правила вступили в силу 1 июля 2020 года. В целом ЕС положительно оценивал выполнение Беларусью взятых на себя обязательств.
В августе 2020 года большинство стран Евросоюза (в первую очередь, Польша и страны Прибалтики) не признало победу Лукашенко на президентских выборах и поддержало массовые протесты белорусской оппозиции. К концу 2020 года Евросоюз, США и Канада приняли 3 пакета санкций в отношении представителей руководства Беларуси, включая Лукашенко, членов избирательных комиссий, руководителей и сотрудников силовых органов, руководителей крупных государственных предприятий.
24 мая 2021 года на фоне инцидента с посадкой самолёта авиакомпании «Ryanair» Евросоюз заморозил пакет инвестиционной помощи Беларуси на сумму 3 миллиарда евро. Александр Лукашенко заявил, что теперь западные страны будут самостоятельно осуществлять контроль за наркотрафиком и незаконной миграцией на границе с Беларусью.
Весной 2021 года на границах Беларуси со странами ЕС (Литва, Латвия и Польша) возник миграционный кризис — резкий наплыв нелегальных мигрантов, пытавшихся попасть на территорию ЕС. Власти государств ЕС обвинили в организации потока нелегальных мигрантов власти Беларуси, называя происходящее «гибридной агрессией». В начале июня министр иностранных дел РБ Владимир Макей заявил, что, поскольку финансирование проектов в рамках соглашения о реадмиссии со стороны Евросоюза приостановлено, Беларуси больше нет смысла участвовать в этом соглашении и она не будет тратить собственные финансовые средства на обустройство приграничной инфраструктуры для защиты Европы от мигрантов.
В начале июня в Европарламенте прошли дебаты на тему «Систематические репрессии в Беларуси и их последствия для европейской безопасности». По их итогам Жозеп Боррель назвал Александра Лукашенко «диктатором», а также пообещал «гражданскому обществу Беларуси» дальнейшую поддержку. Практически во всех выступлениях европарламентариев фигурировала Россия, как главный «спонсор» Минска и «опора белорусского режима», позволяющая ему «заниматься государственным терроризмом».
В июне Европейский совет расширил «Чёрный список ЕС» (List of people and organizations sanctioned in relation to human rights violations in Belarus), утвердив сначала персональные (против должностных лиц), а затем — и секторальные санкции против Республики Беларусь. Была запрещена поставка в Беларусь оборудования, технологий или программного обеспечения, основное назначение которых — мониторинг или перехват телефонных и интернет-коммуникаций, а также товаров и технологий двойного назначения. Была ограничена торговля нефтепродуктами, хлоридом калия и товарами, необходимыми для производства табачных изделий. 

28 июня Беларусь приостановила членство в проекте «Восточное партнёрство» и заявила о намерении заморозить соглашение с ЕС о реадмиссии нелегальных мигрантов, соглашение перестало действовать 14 октября — соответствующий указ Александр Лукашенко подписал в ответ на «недружественные действия» Брюсселя. Это привело к резкому росту числа желающих проникнуть в Евросоюз через белорусскую границу и очередному обострению отношений между Евросоюзом и белорусскими властями.
Беларусь и Совет Европы
В 1997 году Беларусь была лишена статуса специально приглашённого члена в Парламентской ассамблее Совета Европы (ПАСЕ). Это решение было вызвано тем, что ПАСЕ признала проведённые в Беларуси в 1997 году выборы недемократичными, а давление на оппозицию — незаконным.
В 1998 году произошёл инцидент в Дроздах, когда дипломатические представительства ряда западных стран были выселены из своих резиденций, что также сыграло свою роль в ухудшении отношений с Европой.
26 января 2006 года на сессии ПАСЕ была принята резолюция, осуждающая ситуацию в Беларуси накануне президентских выборов. Несмотря на активную поддержку российской делегации, Беларусь вновь не получила статуса специально приглашённого члена Совета Европы (которого она была лишена в 1997 году), поскольку не были выполнены четыре условия СЕ — расширение полномочий парламента, введение института уполномоченного по правам человека, пересмотр Избирательного кодекса и закона о печати.
ПАСЕ призвала ввести против Беларуси режим международной изоляции — не предоставлять визы высокопоставленным белорусским государственным чиновникам и в то же время облегчить выдачу виз простым гражданам. Было предложено также заморозить все банковские счета и другие финансовые активы президента А. Лукашенко и его окружения.
В 2009 году в Минске на базе Белгосуниверситета был открыт Информационный пункт Совета Европы. Его деятельность должна была содействовать развитию взаимодействия между Беларусью и СЕ, а также повышать информированность государственных органов, общественных организаций, СМИ, ВУЗов и граждан Беларуси об основополагающих ценностях, правовых инструментах, достижениях, политике и деятельности СЕ.
В 2010 году ПАСЕ отозвала свою рекомендацию 2009 года[какую?] и решила приостановить свои контакты высокого уровня с Беларусью.

### Беларусь и Польша
Отношения между Беларусью и Польшей в 2005 году после «оранжевой революции» на Украине и с учётом той роли, которую сыграл президент Польши Александр Квасьневский, ухудшились.
В мае 2005 Беларусь обвинила одного из польских дипломатов в «активных действиях, направленных на дестабилизацию белорусского общества». В ответ Польша подготовила список белорусских чиновников, которым будет запрещён въезд на территорию Польши.
Причиной конфликта стало общественное объединение «Союз поляков Беларуси» (СПБ), объединяющее около 20 тысяч человек. В марте 2005 на съезде СПБ его прежний руководитель, лояльный руководству Беларуси, был смещён, после чего «Союз поляков Беларуси» подвергся массированному давлению со стороны властей, которые обвинили руководство Польши, финансировавшей проведение съезда СПБ и посольство этой страны, в «подрывной деятельности» против Беларуси. Министерство юстиции Республики Беларусь отказалось утвердить итоги съезда СПБ, избравшего своим председателем Анжелику Борыс. Польский сейм высказал своё недовольство действиями белорусских властей, что было воспринято в Беларуси как попытка вмешательства в её внутренние дела. Дальнейшее развитие событий и привело к дипломатическому конфликту.
22 июля МИД Республики Беларусь заявил: «Действия, предпринимаемые … польской стороной, свидетельствуют о сознательном проведении Польшей линии, направленной на сворачивание белорусско-польских отношений … такая линия польской стороны свидетельствует либо об искажённом понимании ею своей роли нового члена ЕС, либо о несамостоятельности её внешней политики».
В тот же день стало известно о закрытии белорусского представительства польского научного фонда «Диалог».
В августе 2005 года новым председателем белорусского Союза поляков по настоянию белорусского правительства был избран пенсионер Юзеф Лучник. Многие активисты Союза поляков подвергались административным арестам по обвинениям в участии в несанкционированных акциях протеста. Ситуация с «Союзом поляков Беларуси» стала одной из причин белорусско-польского дипломатического конфликта. За несколько месяцев стороны выслали по три дипломата, а Польша даже отозвала своего посла в Беларуси для консультаций.
11 декабря 2005 года советнику польского премьер-министра Михалу Дворчыку, занимающемуся вопросами связей с соотечественниками за рубежом, было отказано во въезде в Беларусь. Белорусские пограничники сообщили Дворчыку, что он является лицом, нежелательным в Беларуси.
Очередной шпионский скандал с польскими дипломатами произошёл в преддверии регистрации кандидатов в президенты Беларуси и начала агитационной кампании.
7 февраля 2006 года в ежедневной программе Белорусского государственного телевидения «Комментарий дня» некий сотрудник управления контрразведки КГБ обвинил посольство Польши в Беларуси в том, что здесь длительное время действует резидентура польских спецслужб, которая, используя дипломатический иммунитет, осуществляет легальную разведку, проводит сбор информации о ситуации в организациях этнических поляков, подготавливает источники влияния и проводит иные действия, направленные на вмешательство во внутренние дела Республики Беларусь.
Выступивший здесь же начальник центра информации и общественных связей КГБ Республики Беларусь Валерий Надточаев связал активизацию «представителей иностранных спецслужб, работников диппредставительств и сотрудников различных иностранных неправительственных организаций и фондов» с приближающимися президентскими выборами.
По официальным данным, в Беларуси проживает около 295 тыс. этнических поляков — это второе по численности национальное меньшинство Беларуси после русских. «Союз поляков Беларуси» осуществляет культурные и образовательные программы, которые финансируются Польшей. В его ведении, в частности, находятся две польские школы.
Польша входит в состав рабочей группы для координации действий в отношении Беларуси, создание которой было согласовано премьер-министрами Польши, Литвы, Латвии и Украины (подробнее см. Внешняя политика Беларуси и Литва)

### Беларусь и Литва
Руководство Литвы оказывает заметную поддержку белорусским оппозиционным силам. Здесь действует Европейский гуманитарный университет, перебазировавшийся на территорию Литвы в июле 2004 года . Именно в Вильнюсе весной 2005 года на встрече белорусских оппозиционеров с госсекретарём США Кондолизой Райс она заявила, что режим Лукашенко — «последняя диктатура Европы».
Литва входит в состав рабочей группы для координации действий в отношении Белвруси, создание которой было согласовано премьер-министрами Польши, Литвы, Латвии и Украины. В Литве проводятся курсы для белорусских оппозиционеров по оказанию ненасильственного сопротивления — массовых акций, пикетов и митингов. Здесь же часто проводятся различные семинары и митинги, также с территории Литвы вещает радиостанция с «независимой радиопрограммой на белорусском языке». Белорусские власти остро реагируют на подобные проявления недружественного отношения.
В августе 2020 года с началом в Беларуси массовых протестов министр иностранных дел Литвы Линас Линкявичюс заявил, что «Литва по гуманитарным соображениям готова и рассматривает возможность принимать белорусов, страдающих от продолжающегося жестокого обращения». Также Литва предоставила убежище и охрану бывшему кандидату в президенты Беларуси Светлане Тихановской, а правительство Литвы утвердило положение, согласно которому белорусы могут въехать на территорию Литвы, несмотря на все ограничения по COVID-19, но «с особыми гуманитарными политическими целями».
В июне 2021 года Литва обвинила власти Беларуси в организации потока нелегальных мигрантов из Ирака и Сирии через белорусско-литовскую границу, называя происходящее «гибридной агрессией».
Беларусь ввела с 15 апреля по 15 мая 2022 г. право безвизового въезда (неограниченное количество раз) для жителей Литвы и Латвии; незадолго до окончания срока его решили продлить до конца текущего года. Подобный шаг вызвал негодование в Вильнюсе и Риге: тамошние власти заявляют что жителей этих стран там «могут использовать в пропагандистских, финансовых и шпионских целях» и призывают своих жителей не ездить в гости к соседям.

### Беларусь и Латвия
Латвия входит в состав рабочей группы для координации действий в отношении Беларуси, создание которой было согласовано премьер-министрами Польши, Литвы, Латвии и Украины (подробнее см. Внешняя политика Беларуси и Литва)
В конце ноября 2005 года латвийское издание «Вести сегодня» сообщило, что посол Латвии в Беларуси Майра Мора, выступая на заседании комиссии по иностранным делам сейма Латвии 23 ноября, заявила: «…Лукашенко сидит на бомбе с горящим запалом: ведь он не дал приватизировать предприятия ни одному российскому олигарху. Беларусь крала российские газ и нефть, Россия вообще перекрыла кран, но почему сейчас она этого не делает? Потому что по периферии России прошли потрясения, а господин Лукашенко как пугало в саду, которое отпугивает Запад». «Надо быть готовыми к длительному существованию этого режима рядом с нами». Тем не менее, посол призвала латвийских депутатов «продолжать любую помощь оппозиции».
В адрес МИД Латвии посольством Беларуси была направлена нота с требованием разъяснений, а в комиссию по иностранным делам сейма — письмо с просьбой о предоставлении стенограммы дискуссии.
Посол Латвии была отозвана в Ригу для консультаций, а МИД Республики Беларусь заявил, что ожидает дополнительных разъяснений латвийской стороны после возвращения посла в Минск. 29 ноября по инициативе латвийской стороны в Минске состоялась встреча посла Латвии с представителем белорусского МИД, на которой Майра Мора отрицала, что во время заседания комиссии она высказывала критику в адрес Республики Беларусь и её президента.
3 августа 2006 года Латвия отозвала из Беларуси посла Майру Мору для консультаций после того, как 2 августа латвийский МИД «за действия, несовместимые со статусом дипломата» объявил персоной нон грата первого секретаря посольства Беларуси в Риге Дмитрия Краюшкина, предписав ему в течение суток покинуть территорию страны.
Дипломатический конфликт начался 25 июля, когда белорусская милиция провела обыск в квартире второго секретаря посольства Латвии в Минске Реймо Шмитса, обвинив его в гомосексуальности и распространении порнографии. Латвия обвинила Беларусь в нарушении Венской конвенции 1961 года, гарантирующей неприкосновенность дипломатов и их жилья, и потребовала объяснений, после чего 30 июля по белорусскому телевидению была продемонстрирована видеозапись полового сношения между двумя мужчинами, якобы сделанная скрытой камерой в квартире дипломата. Как заявили представители ГУВД Минска, на момент обыска правоохранительным органам не было известно, что хозяин квартиры обладал дипломатической неприкосновенностью.
МИД Латвии направил Беларуси ноту протеста, в которой требовал официальных объяснений обыска в квартире дипломата. Происшедшее МИД характеризовал как «очередную провокацию в духе советского времени против латвийского государства и его дипломатов».
Отмечается, что Реймо Шмитс в посольстве Латвии отвечал за контакты с белорусскими оппозиционерами и составлял списки участников международных конференций в Риге.

## Беларусь и страны постсоветского пространства
На постсоветском пространстве Беларусь входит в межгосударственные объединения:
- Содружество независимых государств,
- Союзное государство,
- Организация договора о коллективной безопасности,
- Евразийское экономическое сообщество,
- Единое экономическое пространство.

### Беларусь и Россия

#### Союзное государство
2 апреля 1996 года был подписан «Договор о создании сообщества Беларуси и России». 2 апреля 1997 года Сообщество было преобразовано в интеграционное образование — Союз Беларуси и России. Был подписан «Договор о Союзе Беларуси и России» и Устав Союза (23 мая 1997).
8 декабря 1999 года был подписан «Договор о создании Союзного государства», который стал юридической и политической основой для дальнейшей интеграции. 26 января 2000 года, после ратификации Договора парламентами двух стран, он вступил в силу.
10 сентября 2021 года в Минске на заседании совета министров Союзного государства России и Беларуси российский и белорусский премьеры Михаил Мишустин и Роман Головченко подписали 28 союзных программ и «Основные направления реализации положений Договора о создании Союзного государства на 2021—2023 годы».
5 ноября 2021 года президенты России и Беларуси Владимир Путин и Александр Лукашенко подписали декрет Союзного государства «Об основных направлениях реализации положений Договора о создании Союзного государства на 2021—2023 годы», утвердив 28 программ по интеграции.

#### Экономические отношения
Социальная и экономическая стабильность Беларуси обеспечивается доступом на российский рынок и получением энергоресурсов по сравнительно низким ценам. До конца 2006 года Беларусь имела возможность закупать нефть в России по внутренним российским ценам и экспортировать нефтепродукты по мировым ценам, что позволяло не только удовлетворять внутренние потребности страны в нефтепродуктах, но и получать значительные доходы. Расходы на газоснабжение частично компенсируются за счёт реэкспорта российского газа. В то же время белорусская экономика в основном сохраняет хозяйственные связи с российскими предприятиями и значительный промышленный экспорт в Россию.
В 2013 году товарооборот двух стран составил около 40 млрд долларов, на Россию пришлось 42,4 % белорусского экспорта и 57,6 % импорта. По ряду товарных позиций Россия является основным покупателем: так, в 2010 году в РФ было экспортировано 57 % произведённого в Беларуси сливочного масла, 87 % сыров и творога, 64 % телевизоров, 40 % стиральных машин, 62 % газовых плит, 67 % металлообрабатывающих станков, 40 % грузовых автомобилей и 47 % тракторов. Особенно велика роль Беларуси во внешней торговле пограничных с ней регионов России.
Россия и Беларусь активно сотрудничают в научной сфере. Минск занимает первые места в СНГ по экспорту (в 2013 году 129 соглашений на общую сумму 586,7 млн долларов) и импорту (в 2013 году 116 соглашений на общую сумму 31,2 млн долларов).
Торговля через Россию позволяет Беларуси обходить санкции, наложенные на неё Евросоюзом и США.

#### Военное сотрудничество
В Беларуси размещены два военных объекта российских ВС:
- РЛС «Волга» (Барановичи) — входит в состав системы предупреждения о ракетном нападении. Поставлена на боевое дежурство 1 октября 2003 года. Станция дециметрового диапазона позволяет отслеживать пуски МБР на северо-западном ракетоопасном направлении. Согласно соглашениям, подписанным 6 января 1995 года, всё недвижимое имущество и занимаемый «Волгой» и её инфраструктурой земельный участок были переданы российской стороне в пользование на 25 лет (до 2020 года). В августе 2021 года был подписан межправительственный протокол о продлении соглашения о порядке завершения строительства, использования и содержания узла Барановичи.
- 43-й узел связи ВМФ (Вилейка) — обеспечивает связь на частотах сверхдлинных волн Главного штаба ВМФ России с атомными подводными лодками, несущими боевое дежурство в районах Атлантического, Индийского и частично Тихого океанов. В 1995 году Россия и Беларусь заключили соглашение, по которому узел связи «Вилейка» передан России в безвозмездное пользование на 30 лет[48].

Начиная с 2009 года проводятся совместные военные учения (Запад-2009, Запад-2013, Запад-2017, Запад-2021).
Российская Федерация является основным поставщиком оружия и военной техники для белорусской армии, например, танки Т-72Б3, бронетранспортёры БТР-80А, учебные самолёты Як-130, вертолёты Ми-8МТВ-5, системы ПВО «Тор» и «Противник-ГЕ», снайперские винтовки МЦ-116М и многие другие виды вооружений, разработанные в СССР и современной России. В 2008 году Беларуси продала для ВВС России 15 ракет «воздух-воздух» Р27-Р для Су-27 и МиГ-29.
2 марта 2021 года министерства обороны Беларуси и России подписали программу стратегического партнёрства на пять лет. В тот же день Александр Лукашенко предложил разместить российские самолёты на белорусских базах для совместного использования военными двух стран. 5 марта министры обороны России и Беларуси Сергей Шойгу и Виктор Хренин договорились о создании трёх центров совместной подготовки военных.
В ходе военных учений «Запад-2021» президент Беларуси Александр Лукашенко заявил, что Беларусь до 2025 года потратит более 1 млрд долларов на российское вооружение. По его словам, речь идёт о десятках самолётов, нескольких десятках вертолётов, а также зенитных ракетных комплексах «Тор-М2». Как уточнил Лукашенко, на переговорах с Владимиром Путиным также были обсуждены поставки зенитных ракетных систем С-400 для обороны южного направления со стороны границы с Украиной.

### Беларусь и Украина
27 декабря 1991 года между Украиной и Беларусью были установлены дипломатические отношения.
30 июня 1992 года было открыто посольство Украины в Республике Беларусь, а 12 октября 1993 года — посольство Республики Беларусь в Киеве.
В 2004 году консульский пункт посольства в Бресте был преобразован в Генеральное консульство Украины.
17 августа 1995 года был заключён Договор о дружбе, добрососедстве и сотрудничестве между Украиной и Беларусью, закрепивший развитие украинско-белорусских межгосударственных отношений на основе взаимного уважения, доверия и согласия, руководствуясь при этом принципами уважения государственного суверенитета, равноправия и невмешательства во внутренние дела друг друга, а также другими общепризнанными принципами и нормами международного права. Украина и Беларусь признали нерушимость существующих между ними государственных границ и подтвердили, что не имеют никаких территориальных претензий друг к другу и не будут выдвигать таких претензий в будущем. Основываясь на этих принципах, 12 мая 1997 года в Киеве был подписан бессрочный Договор между Украиной и Республикой Беларусь о государственной границе.
В мае 2009 года Беларусь и Украина совместно с Азербайджаном, Арменией, Грузией и Молдовой вошли в «Восточное партнёрство» — проект Европейского союза.
В августе 2020 года отношения между Украиной и Беларусью резко обострились в связи со вспыхнувшими в Беларуси массовыми протестами, вызванными очередными президентскими выборами, на которых, согласно официальным итогам, вновь победил Александр Лукашенко. Украина вслед за Евросоюзом и США ввела санкции против Беларуси.
26 мая 2021 года Украина присоединилась к числу стран, принявших решение о запрете авиакомпаниям и самолётам выполнять полеты в воздушном пространстве Беларуси (см. Инцидент с посадкой Boeing 737 в Минске, произошедший 23 мая 2021 года). Кроме того, инцидент с вынужденной посадкой лайнера Ryanair позволил украинскому руководству вновь вернуться к идее о переносе переговорной площадки по донбасскому урегулированию из Минска в одну из европейских столиц.
Осенью 2021 года власти Украины, опасаясь распространения миграционного кризиса на границе Беларуси со странами ЕС на её территорию, занялись усилением границы. Был анонсирован масштабный проект строительства «интеллектуальной границы» с Беларусью и РФ.

## Беларусь и США
Беларусь занимает выгодную геополитическую позицию в Восточной Европе, поэтому она постоянно находится в поле пристального внимания ведущих мировых политических сил. На руководство страны оказывается постоянное давление со стороны США, Евросоюза и ОБСЕ. Главная цель — добиться изменения внутренней политики Беларуси и смещения президента Лукашенко.
Первые попытки США сменить руководство Беларуси относятся примерно к 2000 году, когда американским послом в Беларуси был назначен опытный дипломат Майкл Козак. Он попытался объединить конфликтовавшую между собой белорусскую оппозицию и убедил её выдвинуть единого кандидата на президентских выборах.
Однако осенью 2001 года оппозиционному кандидату Владимиру Гончарику не удалось победить Лукашенко.
В августе 2004 года США объявили о намерении добиваться отстранения от власти президента Беларуси А. Лукашенко. Позицию США изложил сенатор Джон Маккейн: «Мы будем бороться за то, чтобы Беларусь освободилась от тирании. Смена режима президента Лукашенко в Беларуси планируется не вооружённым путём, а с помощью международного давления».
Вслед за этим заявлением министерство финансов США обвинило белорусский «Инфобанк» в отмывании денег Саддама Хусейна. По данным США, банк занимался легализацией средств, вырученных правительством Саддама Хусейна за счёт незаконных сделок, заключавшихся в нарушение программы ООН «Нефть в обмен на продовольствие». Банк и его дочерние фирмы, в частности «Белметаллэнерго», также использовались для закупки вооружений и финансирования подготовки вооружённых сил Ирака.
6 октября 2004 года Палата представителей Конгресса США единогласно проголосовала за введение экономических санкций против Беларуси и её президента лично.
Принятый Конгрессом «Акт о демократии в Беларуси» содержал длинный список требований к Александру Лукашенко:
- освободить содержащихся в заключении лиц, помещённых в тюрьмы за политические или религиозные убеждения;
- отозвать политически мотивированные обвинения против оппозиционеров и независимых журналистов;
- предоставить исчерпывающее объяснение исчезновений деятелей оппозиции и журналистов;
- прекратить репрессии против независимых СМИ, независимых профсоюзов, неправительственных и религиозных организаций, оппозиции;
- провести в Беларуси свободные и честные президентские и парламентские выборы в соответствии со стандартами ОБСЕ.

Пока эти требования не будут выполнены, администрации США было запрещено предоставлять Беларуси какие-либо займы, кредитные гарантии, страховые выплаты, финансирование и любое иное финансовое содействие, а представителям США в МВФ, Всемирном банке и других международных организациях предписывалось голосовать против предоставления любого содействия Беларуси.
Конгрессмены предлагали подключить к санкциям против Беларуси и другие государства, прежде всего европейские.
«Акт о демократии» требовал от президента США не позднее чем через 90 дней после вступления законопроекта в силу направить в Конгресс специальный доклад о поставках вооружений и боевых технологий из Беларуси в страны, поддерживающие международный терроризм.
В докладе также должны были быть указаны размеры личного состояния и дана оценка собственности, которой владеют президент Лукашенко и другие белорусские руководители.
21 октября Джордж Буш подписал «Акт о демократии в Беларуси». Таким образом, экономические санкции против Беларуси официально вступили в силу. Подписание закона подтверждало, что США намерены всерьёз добиваться отстранения Александра Лукашенко от власти.
МИД Беларуси заявил, что американский акт нарушает Декларацию ООН о недопущении интервенции и вмешательства во внутренние дела государств. Министр иностранных дел России Сергей Лавров осудил введение санкций, сделав упор на отсутствии консолидированной позиции Совбеза ООН.
Представители правительства Беларуси заявили, что санкции их не пугают, поскольку на США приходится лишь около 3 % объёма экспорта Беларуси.
Наблюдатели отмечали, что политические меры, предпринимаемые США в отношении руководства Беларуси, аналогичны их действиям в отношении прежних руководителей Югославии, Афганистана, Ирака. Отмечалось также, что эти меры могли быть пролоббированы американским ВПК и властями Польши, которая рассчитывает в связи с этим на более существенную помощь США и, в частности, перебазирование на её территорию части американских войск из Германии.
13 декабря 2006 года представитель США Уильям Бренсик поднял вопрос о ситуации с правами человека в Беларуси во время закрытого заседания в СБ ООН. В тот же день сенат США поддержал законопроект, в котором призвал президента США ввести дополнительные санкции против Беларуси.
19 декабря 2006 года посол США в Минске Кэрен Стюарт сделала заявление о том, что США не призна́ют результатов референдума о создании единого государства России и Беларуси. Это заявление было сделано в ответ на слова госсекретаря Союзного государства России и Беларуси Павла Бородина, который высказался за проведение референдума по объединению двух стран и добавил, что 2007 год будет «решающим в деле строительства единого государства».
По словам американского посла, предлагаемый референдум был бы недемократическим: «С учётом нынешней ситуации в Беларуси ни один референдум не может быть проведён так, чтобы убедить нас в том, что он является свободным выражением воли белорусского народа».
12 января 2007 года Джордж Буш подписал закон, продлевающий ещё на два года санкции в отношении Беларуси согласно «Акту о демократии в Беларуси» 2004 года. Закон, в частности, санкционировал выделение материальных средств оппозиционным белорусским политикам и независимым СМИ. В 2007 году на эти цели из бюджета США планировалось выделить 27,5 млн $.

## Беларусь и мусульманский мир
Беларусь активно сотрудничает со странами мусульманского мира. Студенты этих стран обучаются в белорусских вузах. В сфере экономики преобладает военно-техническое сотрудничество. Кроме того, Беларусь осудила военное вмешательство стран НАТО в Ирак и Ливию, а также введение санкций против Сирии.

## Беларусь и страны Латинской Америки

### Беларусь и Чили
Основным торговым партнёром Беларуси в Латинской Америке является Бразилия. Товарооборот двух стран в 2008 году составил 1228,9 млн долларов. Объём белорусской торговли с другими странами региона намного меньше и в 2008 году составил: с Венесуэлой — 173,1 млн долларов, с Аргентиной — 141,4 млн долларов, с Колумбией — 84,8 млн долларов, с Эквадором — 69,0 млн долларов, с Кубой — 49,7 млн долларов, с Чили — 13,0 млн долларов. Основным белорусским товаром, поставляемым в страны региона, являются удобрения (их поставки доминировали в 2008 году в белорусском экспорте в Бразилию, Венесуэлу, Эквадор, Аргентину и Колумбию).
В Венесуэле созданы совместные предприятия. Курсанты из этой страны проходят обучение в Военной академии Республики Беларусь.
У Кубы Беларусь производит закупку сахара и табака. Беларусь  осуждает изоляцию Кубы мировым сообществом.
В последнее время производятся совместные инвестиционные проекты с Боливией и Бразилией.

## Беларусь ичастично признанные государства
Беларусь не признаёт независимости Китайской Республики, Западной Сахары, Косова, Турецкой Республики Северного Кипра, Абхазии и Южной Осетии.
Несмотря на сделанные ещё в августе 2008 года заверения в поддержке признания независимости Абхазии и Южной Осетии, Александр Лукашенко поручил заняться рассмотрением вопроса об их признании Палате представителей Национального собрания, однако Палата представителей сперва отложила рассмотрение вопроса до весны, но весной он не был включён в повестку дня депутатов, и во время весенней сессии так и не рассматривался. 22 июля 2009 года МИД Беларуси рекомендовал гражданам Республики Беларусь руководствоваться грузинским законодательством при посещении Абхазии и Южной Осетии.